# Inferno (альбом Lacrimosa)
Inferno (укр. «Пекло») — четвертий студійний альбом швейцарського гурту Lacrimosa. Реліз відбувся в 1995 році. Починаючи з цього альбому гурту остаточно відійшов від darkwave-звучання на користь готичного металу. Це стало переломним моментом в історії гурту. 

Цей альбом став першим записом, в якому узяла участь нова учасниця гурту Анне Нурмі, яка написала текст та стала співавтором музики для треку No Blind Eyes Can See - першого треку гурту, який був написаний англійською.

На трек Schakal був знятий кліп, який увійшов в першу збірку кліпів The Clips 1993 - 1995.

Починаючи з випуску цього альбому усі концерті відкриваються першим треком Lacrimosa Theme.

## Список композицій
| #  | Назва                      | Автор                  | Тривалість |
| -- | -------------------------- | ---------------------- | ---------- |
| 1. | «Lacrimosa Theme»          | Тіло Вольф             | 2:15       |
| 2. | «Kabinett Der Sinne»       | Тіло Вольф             | 9:18       |
| 3. | «Versiegelt Glanzumströmt» | Тіло Вольф             | 7:27       |
| 4. | «No Blind Eyes Can See»    | Тіло Вольф, Анне Нурмі | 9:16       |
| 5. | «Schakal»                  | Тіло Вольф             | 10:12      |
| 6. | «Vermächtnis Der Sonne»    | Тіло Вольф             | 4:08       |
| 7. | «Copycat»                  | Тіло Вольф             | 4:56       |
| 8. | «Der Kelch Des Lebens»     | Тіло Вольф             | 14:03      |